# Teti (település)
Teti település Olaszországban, Szardínia régióban, Nuoro megyében. Lakosainak száma 593 fő (2023. január 1.). Teti Ollolai, Austis, Ovodda, Tiana és Olzai községekkel határos.

## Népesség
A település lakossága az elmúlt években az alábbi módon változott:
| Lakosok száma | 675  | 670  | 593  |
|               | 2017 | 2018 | 2023 |